# Usclas-d'Hérault
Usclas-d'Hérault är en kommun i departementet Hérault i regionen Occitanien i södra Frankrike. Kommunen ligger i kantonen Montagnac som tillhör arrondissementet Béziers. År 2022 hade Usclas-d'Hérault 438 invånare.

## Befolkningsutveckling
Antalet invånare i kommunen Usclas-d'Hérault
Referens:INSEE